# 蘭建
兰建（?—?），昌黎郡棘城县（今辽宁省锦州市义县）人，前燕文明帝慕容皝兰淑仪的兄弟，慕容垂的舅舅，前燕官员。
369年，前燕吴王慕容垂枋头之战获胜，威武高涨，太后可足浑氏与太傅慕容评密谋要杀掉他。太宰慕容恪的儿子慕容楷以及兰建知道此事，便告诉了慕容垂，并说：“只要除掉慕容评及乐安王慕容臧，其他人无能为力。”慕容垂不忍心这样干。”过了不久，慕容楷、兰建又说：“太后已下决心，不能不早动手了。”慕容垂表示宁愿到外边去躲避。于是西奔前秦。慕容垂和段夫人、慕容楷、兰建、郎中令高弼、儿子慕容令、慕容宝、慕容农、慕容隆全都从洛阳逃奔到前秦，王妃可足浑氏被留在邺城。